# Daniel Herman
Daniel Herman (České Budějovice, República Socialista de Checoslovaquia, 28 de abril de 1963) es un político checo que fue ministro de Cultura de la República Checa en el Gabinete de Bohuslav Sobotka de 2014 a 2017.
Nació en České Budějovice. Su madre era prima de Hana Brady. Comenzó a estudiar teología en Litoměřice en 1984. En 1989 se ordenó sacerdote. Después fue secretario de Miloslav Vlk. Fue portavoz de la Conferencia Episcopal Checa de 1996 a 2005. En 2007, solicitó la laicización. Desde entonces ha trabajado como funcionario para el Ministerio del Interior y el Ministerio de Cultura. Del 12 de agosto de 2010 al 10 de abril de 2013, fue director del Instituto para el Estudio de los Regímenes Totalitarios. Desde enero de 2014, es Ministro de Cultura checo en el Gabinete de Bohuslav Sobotka.
En marzo de 2016, antes de la visita de Estado del presidente de la RPC, Xi Jinping, inició un minuto de silencio por el levantamiento tibetano de 1959 en la Cámara de Diputados, seguido de la nota diplomática del embajador chino.
En mayo de 2016 causó revuelo por su visita al congreso de la Sudetendeutsche Landsmannschaft como primer ministro de la historia del Gobierno de la República Checa.
En octubre de 2016, provocó un incidente internacional al recibir oficialmente al decimocuarto Dalai Lama tras la firma de unos contratos comerciales checo-chinos que no lo permiten.